# Allobaccha siphanticida
Allobaccha siphanticida är en tvåvingeart som först beskrevs av Terry 1905.  Allobaccha siphanticida ingår i släktet Allobaccha och familjen blomflugor. Inga underarter finns listade i Catalogue of Life.